# Braço de Scutum-Crux

Estrutura observada dos braços espirais da Via Láctea.

O Braço de Scutum-Crux (também conhecido como o Braço de Scutum-Centaurus ou o Braço de Centaurus) é um braço espiral secundário da Via Láctea. Este braço está localizado entre o Braço de Sagitário e o Braço de Norma.
O braço começa perto do núcleo como o Braço de Scutum, então, gradualmente se transforma no Braço de Crux.
A região onde o Braço de Scutum-Crux encontra-se, no bojo central da galáxia, é rica em regiões de formação estelar. Em 2006, um grande aglomerado de novas estrelas contendo 14 estrelas supergigantes vermelhas foi descoberto lá e chamado RSGC1. Em 2007 um grupo de cerca de 50 mil estrelas recém-formadas foi nomeado RSGC2 localizado a apenas algumas centenas de anos-luz de RSGC1; acredita-se que têm idade inferior a 20 milhões de anos e contém 26 estrelas supergigantes vermelhas, o maior agrupamento de tais estrelas conhecidas.